# Musikjahr 1641
Liste der Musikjahre

◄◄ | ◄ | 1637 | 1638 | 1639 | 1640 | Musikjahr 1641 | 1642 | 1643 | 1644 | 1645 | ► | ►►

Weitere Ereignisse
Dieser Artikel behandelt das Musikjahr 1641.

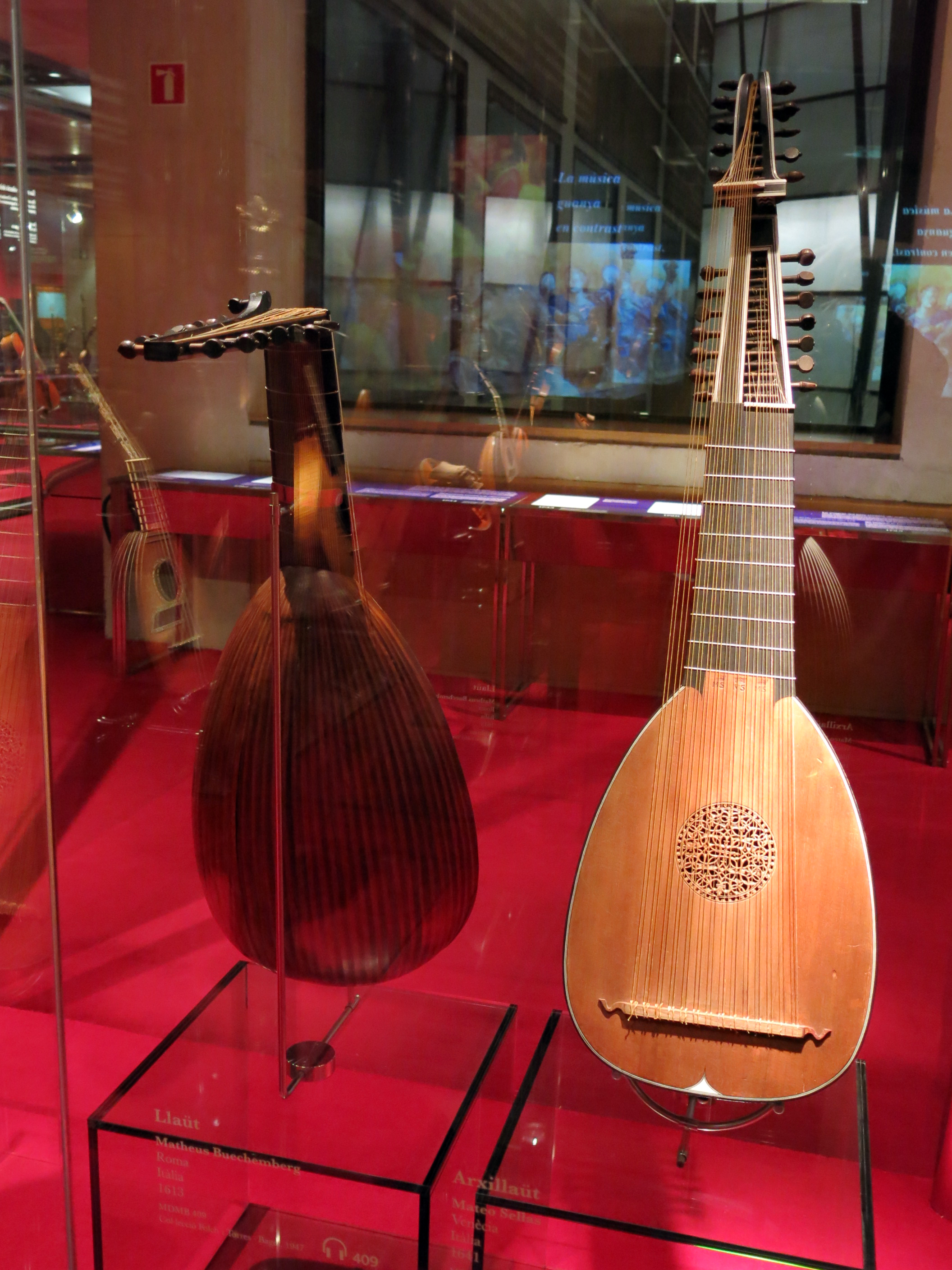
Laute von Matthäus Bückenberg, Rom 1613 und Erzlaute von Matteo Sellas, Venedig, 1641 (heute im Museu de la Música de Barcelona)

## Ereignisse
- Heinrich Bach erhält das Organistenamt an der Arnstädter Liebfrauen- und Oberkirche, das er bis zu seinem Tode versieht.
- Claudio Monteverdi veröffentlicht die Selva morale e spirituale, eine Sammlung geistlicher Werke.
- Franz Tunder ist von 1641 bis zu seinem Lebensende als Nachfolger von Peter Hasse Organist an der Marienkirche in Lübeck.
- um 1641: Georg Neumark dichtet und vertont das Kirchenlied Wer nur den lieben Gott läßt walten.
- Die Oper La Didone von Francesco Cavalli auf ein Libretto von Giovanni Francesco Busenello nach Vergils Aeneis wird im Teatro San Cassiano in Venedig uraufgeführt.

## Instrumental- und Vokalmusik (Auswahl)
- Benedetto Ferrari – Musiche varier a voce sola, Vol. 3, Venedig
- Giovanni Battista Fontana – Sonate a 1. 2. 3. per il violino, o cornetto, fagotto, chitarone, violoncino o simile altro istromento., posthum gedruckt bei Bartolomeo Magni in Venedig
- Thomas Morley – Drei Services und ein Anthem für John Barnards The First Book of Selected Church-Musick
- Claudio Monteverdi
  - Selva morale e spirituale, Venedig: Bartolomeo Magni
  - Lamento d’Arianna, 1623; mit lateinischem Text als „Pianto della Madonna“, in: Selva morale …, 1641
- Cornelis Padbrué
  - Kusjes..., Amsterdam: Broer Jansz
  - Synphonia in nuptias..., Amsterdam: Broer Jansz
- Robert Parsons – Anthem Deliver me from mine enemies und First Service, in: John Barnard – The First Book of Selected Church Musick, London
- Johann Schop – Werde munter, mein Gemüte

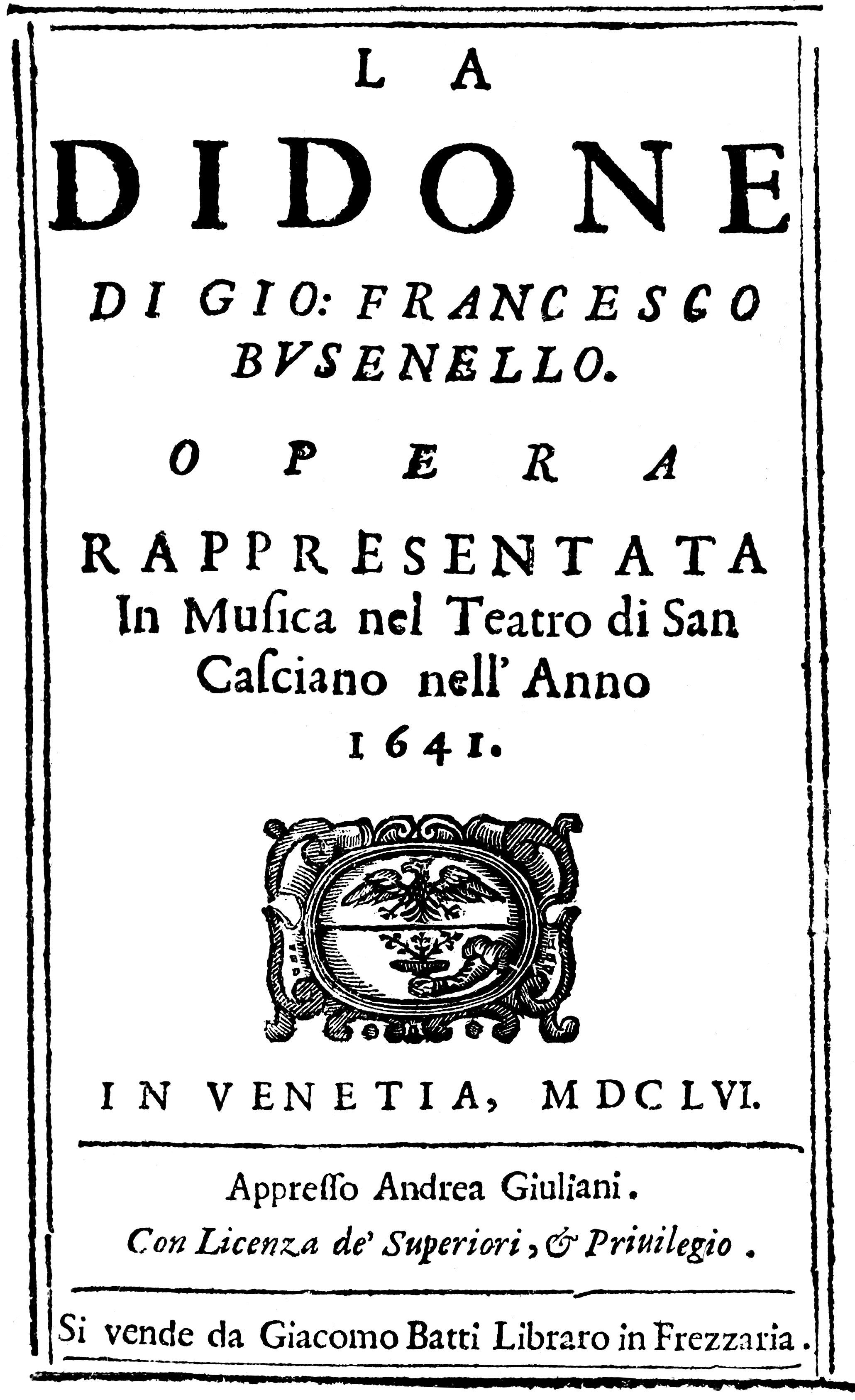
Francesco Cavalli – Didone Titelseite des Librettos, Venedig 1656

## Musiktheater
- Francesco Cavalli – La Didone, Venedig
- Claudio Monteverdi
  - Le nozze d’Enea con Lavinia, Venedig (verschollen)
  - La vittoria d’amore, Piacenza (Ballett, verschollen)
- Francesco Sacrati – La finta pazza, Venedig

## Geboren
- 12. April: Christophe Ballard, französischer Musikverleger († 1715)
- 19. Mai: Christoph Egedacher, süddeutscher Orgelbauer († 1706)
- 14. Oktober: Joachim Tielke, deutscher Instrumentenbauer († 1719)

## Gestorben

### Todesdatum gesichert
- 11. Januar: Gabriel Plautz, Hofkapellmeister und Komponist in Mainz (* um 1585)
- 00. Juli: Ludovico Bartolaia, italienischer Komponist (* 1541)

### Genaues Todesdatum unbekannt
- Gasparo Casati, italienischer Komponist und Kirchenkapellmeister (* um 1610)
- Robert Dowland, englischer Komponist und Lautenist (* 1591)
- Levinus Eekmans, deutscher Orgelbaumeister (* unbekannt)
- Francesco Usper, italienischer Komponist, Organist und Priester (* 1561)